# Selenek diarsenu
Selenek diarsenu, nazwa Stocka: selenek arsenu(I), As
2Se – nieorganiczny związek chemiczny z grupy selenków, sól kwasu selenowodorowego i arsenu na I stopniu utlenienia. Występuje pod postacią czarnych kryształów o metalicznym połysku. Jest nierozpuszczalny w typowych rozpuszczalnikach organicznych i nieorganicznych, w tym w wodzie. Rozkłada się we wrzących roztworach wodorotlenków metali alkalicznych oraz w stężonych kwasie siarkowym i kwasie solnym. Znajduje zastosowanie przy produkcji szkła. Podczas rozkładu termicznego może tworzyć toksyczne opary. Jest kancerogenem.
Otrzymuje się go poprzez stapianie arsenu i selenu w stosunku stechiometrycznym w zatopionej rurce wypełnionej azotem. Powstaje także podczas termicznego rozkładu pentaselenku diarsenu w temperaturze 1100 °C.